# Commanderie de Douzens
La commanderie de Douzens, dans le département de l'Aude, était une commanderie templière devenue hospitalière lors de la dévolution des biens de l'ordre du Temple en 1312.

## Histoire
« Les templiers eurent, dès les premières années de leur établissement en France, de nombreuses possessions dans la partie du Bas-Languedoc, située aux environs de la ville de Carcassonne. Ils en formèrent une commanderie, dont la ville de Douzens fut le chef-lieu.
Le jour des kalendes d'avril de l'année 1132, les trois frères et vicomtes Roger de Béziers, Raimond Trencavel et Bernard Aton, avec l'assentiment et le conseil de la vicomtesse Cécile leur mère, donnèrent à l'Ordre du Temple un mas situé aux pieds des murs de Carcassonne et ses habitants. Le troisième jour des Ides de l'année 1133, donation par Bernard de Canet, Aymeric de Barbayrac et autres seigneurs, à l'Ordre du Temple, de la ville de Douzens et de son territoire ».
En 1250, le pape Innocent IV écrit au comte de Poitiers pour qu'il fasse restituer par le sénéchal de Carcassonne des terres appartenant au Temple de Douzens. En effet, Alphonse de Poitiers, frère du roi Louis IX, était devenu par sa femme Jeanne comte de Toulouse en 1249.
Comme partout ailleurs les biens templiers passèrent à l'ordre de Saint-Jean de Jérusalem au moment de la dissolution de l'ordre du Temple.
« Le commandeur de l'Ordre de Saint-Jean de Jérusalem avait la seigneurie temporelle, foncière et directe, avec toute juridiction, de Cabriac, de Fajac, de Saint-Jean-de-Molières, de Magrier, de Campagne, de Peyriac, la seigneurie spirituelle de Salles, de Notre-Dame-de-Vaux, de Cours, des fiefs et des rentes à Limoux et à Montredon, son revenu net, en 1751, était de 6 055 livres. »

## Liste des commandeurs templiers de Douzens
La commanderie ne dispose de son propre commandeur qu'à partir de 1141 mais on signale la présence ou le passage de dignitaires templiers dans les années précédentes :
- 1132-1133 : Hugues de Rigaud[n 2].
- 1139 : Robert de Craon et Arnaut de Bedos[7],[8].

La commanderie de Douzens faisait partie de la baillie de Carcassonne, avec un maître ou commandeur  dont dépendait le commandeur de Douzens. Certains ont été à la fois maîtres de la baillie et commandeurs de cette maison:
| Commandeur                    | Période             | Commentaires |
| ----------------------------- | ------------------- | --- |
| fr. Peire de Rovira           | 1141-1143           | |
| fr. Bérenger de Rovira        | 1150                | (la): Berengarius de Roeria, de Rueria Maître de la maison de Douzens Apparait dans le cartulaire de Douzens en 1141, 1143 puis en 1147 et 1150 comme « domnus magister » mais aussi en 1150 comme « minister ymnus »                          |
| fr. Pons de Luantione         | 1152                | (la): Poncius de Luantione Maître de la baillie de Carcassonne (1153-1157) |
| Pierre de Sainte-Suzanne      | 1152                | [Erreur?] |
| fr. Arnaud de Sournies        | 1153,               | (la): Arnaldus de Surniano |
| fr. Pierre de Saint-Jean      | 1156-1159           | (la): Petrus de Sancto Johanne Maître de la baillie de Carcassonne (1159, 1167-1169) ou (1156-1160, 1164, 1166-1169) d'après Léonard Commandeur de Bordeaux (1167) Mentionné dans le cartulaire de Roaix accompagnant Arnaud de Bedos(1137/38) |
| fr. Guillaume Bernard         | 1160                | [Incertain] (la): Guillelmus Bernardus |
| fr. Hector de Gerundia        | 1161                | (la): Ictor, Iterius de Gerundia Maître de la baillie de Carcassonne (1161-1162), |
| fr. Bernard de Paulaco        | 1163                | (la): Bernardus de Paulaco Maître de la baillie de Carcassonne (1163-1164) et (1168). Source contradictoire pour 1168, cartulaire de Douzens où on trouve Pierre de Saint-Jean (1167-1169)                                                     |
| fr. Pierre Radulfus           | 1164-1165           | (la): Petrus Radulfus Contradiction avec Léonard qui indique maître de la baillie de Carcassonne (1164-1165) et ne le cite pas dans les commandeurs de Douzens                                                                                 |
| fr. Jean de la Selve          | 1166-1169/70,       | (la): Johannes de Silva |
| fr. Bernard de Mayrac         | 1172/73-1179,       | (la): Bernardus Mairagii, de Mairacho Antoine du Bourg le nomme Bertrand de Mayrac. |
| Izarn de Molières             | 1182-1184           | [Erreur?] Mentionné uniquement comme maître de la baillie de Carcassonne en 1182 d'après les auteurs du cartulaire de Douzens, 1183-1186 selon Léonard                                                                                         |
| fr. Guillaume de Scampno      | 1183                | (la): Guillelmus de Scampno |
| fr. Amaury                    | 1184                | (la): Amelius Peut-être Amaury de Podioxairico, maître de la baillie de Carcassonne (1186, 1188, 1195-1199, 1202) |
| fr. Bernard de Mayrac         | 1187-1188 1195-1196 | (la): Bernardus de Mairac, de Mairacho |
| fr. Guillaume de Scampno      | 1197                | (la): Guillelmus de Scampno |
| fr. Bernard de Mayrac         | 1199                | (la): Bernardus de Mairacho |
| fr. Guillaume de Moissac      | 1210,               | (la): Guillelmus de Moissiaco, Guilielmus de Moissiaco Maître de la baillie de Carcassonne (1210 ?, 1214-1215) |
| fr. Pierre Fournier           | 1215                | (la): Petrus Furnerius |
| fr. Jacob / Jacques           | 1217                | (la): Jacobus |
| fr. Robert                    | 1218                | (la): Robertus |
| fr. Durand                    | 1224                | (la): Durandus |
| fr. Guillaume Rostand         | 1231                | (la): Guillelmus Rostandus |
| fr. Guillaume Bérenger        | 1238                | (la): Guillelmus Berengarius |
| Guillaume Othon               | 1244                | [à vérifier] N'est pas mentionné par Léonard Peut-être Guillelmus (de Curano ?), maître de la baillie de Carcassonne (1244, 1246?) |
| fr. Guillaume « de Curano » ? | 1246                | (la): Guillelmus |
| fr. Pons de Castelnau         | 1248-1251           | [à vérifier] (la): Poncius de Castronovo Uniquement maître de la baillie de Carcassonne (1249, 1252) d'après Léonard |
| fr. Bernard Vitalis           | 1252                | (la): Bernardus Vitalis |
| Hugues de Santhès             | 1274                | [à vérifier] (la): Hugo de Sentes N'est pas mentionné par Léonard maître de la baillie de Carcassonne (1264-1266) |
| fr. Pierre de Lauraco         | 1274-1275           | (la): Petrus de Lauraco |
| fr. Andreas Rayembaudi        | 1276                | (la): Andraeas Rayembaudi |
| fr. Raimon d'Uzès-Posquières  | 1278                | (fr): Raymond de Posquières ; (la): Raimundus de Posqueria Frère de la commanderie d'Avignon (1263), frère chevalier présent à Arles (1264) Commandeur de La Selve (1267-1279), de Sainte-Eulalie (1280)                                       |
| fr. Raymond Bérenger          | 1281-1283           | (la): Raimundus Berengarii |
| fr. Pierre Geoffroy           | 1289                | (la): Petrus Jaufredi |
| fr. Bernard de Combret        | 1290-1292 1299      | (la): Bernardus de Combreto |
| Ithier de Rochefort           | 1298                | [à vérifier] (la): Iterius de Rocaforti, de Rupeforti N'est pas mentionné par Léonard Maître de la baillie de Carcassonne (1298-1307) |

## Liste des commandeurs hospitaliers de Douzens
- 1322 - 1327 Jean de Bogie[17].
- 1331. Jean de Villeneuve.
- 1334. Bernard Olit.
- 1375. Bernard de Gaujae.
- 1390. Pierre de Boysson, Prieur de Rhodes.
- 1407. Pierre de Vabe ?
- 1421 - 1427 Gaillard de Capdenac.
- 1476 - 1477 Bernard Tabula.
- 1478 - 1490 Jacques du Pin.
- 1506 - 1518 Bernard de Montlezun.
- 1527 - 1528 François de La Tour le Bran.
- 1528 - 1545 Foulques de Caritat
- 1545 - 1552 Martial de Corneillan.
- 1567. Octavien de Baschi.
- 1582 - 1598 Jean de Villeneuve-Chastuel.
- 1616. Jules de Montmorency.
- 1623 - 1626 Christophe de Seytre-Caumon.
- 1644 - 1652 Honoré de Grasse-Montauzon.
- 1665. Joseph de Panisse-d'Oiselet.
- 1678 - 1679 Thomas de Villages.
- 1657 - 1691 Cosme d'Estuard-Valéon.
- 1693 - 1705 Gaspard de Vente de Pennes.
- 1711 - 1715 Jean-George de Caulet.
- 1716 - 1718 Charles de Fabre de Mazan.
- 1731 - 1738 Bernard de Roquette-Buisson.
- 1746. François de Raymond-d'Eaulx.
- 1750 - 1751 Louis-Hippolyte de Varagne-Belesta-Gardouch.
- 1771 - 1783 Chevalier de Lezay-Marnésia.